# Grand Hotel Preanger

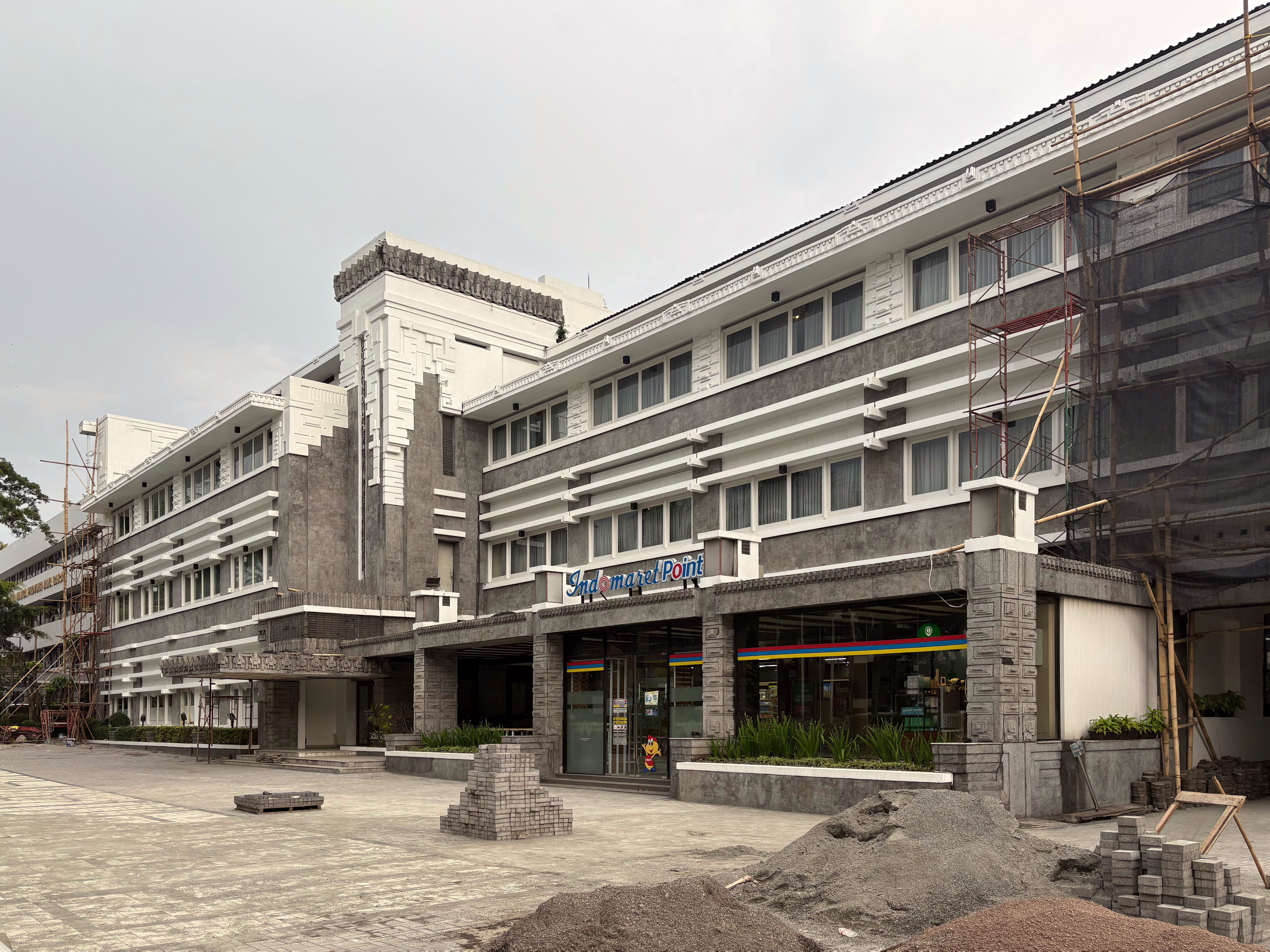
Grand Hotel Preanger

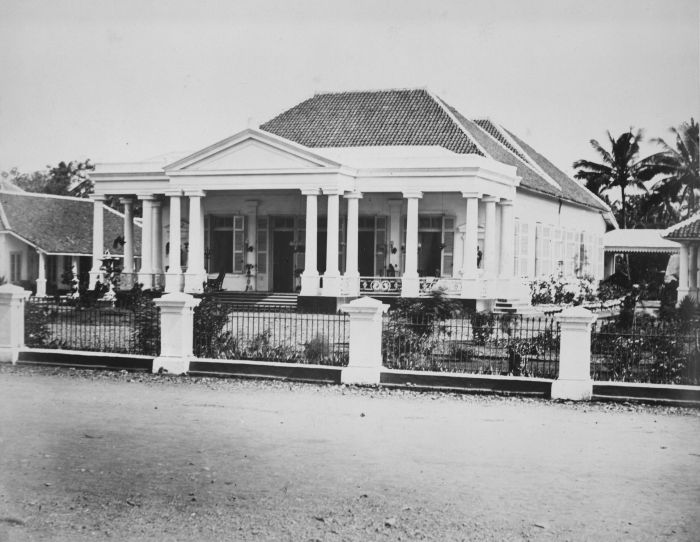
Grand Hotel Preanger (1870-1900)

Grand Hotel Preanger is een hotel aan de Jalan Asia-Africa (vroeger Grote Postweg) in Bandung te Indonesië. De naam Preanger is een vernederlandsing van het Indonesiche woord Parahyangan die godenwoonplaats betekent. Het is een gebergte in het westen van het Indonesische eiland Java. 
Het hotel is gestart als Hotel Thieme in de koloniale bouwstijl van eind 1800, namelijk classicistisch (met zuilen en een timpaan) en wit geschilderd. Daarna werd het hotel genoemd naar het nabijgelegen prachtige berggebied, de Preanger, waarvan de planters de weekenden onder andere in dit hotel vierden.
In 1925 werd het huidige hoofdgebouw neergezet onder leiding van de architect Ir. C.P. Wolff Schoemaker in een bijzondere bouwstijl, die een mengeling is van art deco en inheemse stijlkenmerken. 
Het hotel is regelmatig gemoderniseerd, met behoud van de vele art-deco-details. Om de hoek aan de vroegere Tamblongweg (nu Jalan Tamblong) bevindt zich een modernere vleugel uit 1989. Ofschoon het in kwaliteit nooit heeft ondergedaan voor het schuin aan de overkant gelegen Hotel Savoy Homann van Albert Aalbers, is dit bekender.